# Осада Вольмара
Осада Вольмара (18 октября — 18 декабря 1601) — эпизод Польско-шведской войны 1600—1611 годов.

## Предыстория
Гетман великий коронный Ян Замойский прибыл на лифляндский театр военных действий с мощной армией из 15 тысяч человек с 50 пушками (в том числе столь необходимыми при осадах тяжёлыми кулевринами). Однако вопреки совету Юрия Францбека, рекомендовавшего немедленно наступать на север, не обращая внимания на занятые шведами замки, и разгромить главную шведскую армию, Замойский решил проводить систематичные боевые действия, и брать лифляндские укрепления одно за другим. Первым замком на пути был Вольмар.

## Ход событий
В Вольмаре оборонялись 1000 пехотинцев под командованием Карла Карлссона Юлленъельма и Якоба Понтуссона Делагарди.
18 октября под стены Вольмара прибыл польский передовой отряд под командованием Станислава Жолкевского, а через несколько дней подошла остальная армия с Яном Замойским и королём Сигизмундом III. Серьёзные осадные работы, однако, начались только после того, как 5 декабря король отбыл в Вильну. 8 декабря польская артиллерия начала регулярный обстрел стен крепости, и в итоге сумела сделать несколько проломов. Осмотрев их, 18 декабря Замойский лично повёл войска на штурм. Когда польские войска заняли город, шведы отступили в замок и запросили условия капитуляции.
Замойский разрешил простым солдатам свободный выход при условии принесения клятвы не воевать больше против Речи Посполитой, и на следующий день оставшиеся в живых шведские солдаты (519 человек) покинули Вольмар. Юлленъельм, Делагарди и офицеры остались в плену.

## Итоги и последствия
Юлленъельм и Делагарди содержались в хороших условиях до тех пор, пока не оказались в руках короля. Сигизмунд приказал поместить их в Равский замок, где условия содержания были довольно плохими. Делагарди был обменян в 1605 году и вернулся в шведскую армию; Юлленъельм пробыл в заключении до 1613 года.